# Heartstrings
『Heartstrings』（ハートストリングス）は、1991年6月21日に発売された日本のフォークデュオ、ふきのとうの14thアルバム。

## 概要
- 前作『金色の森・銀色の風』から2年ぶりとなるオリジナルアルバム。このアルバムと『ever last』『ever last concert』の3作品のみ、Sony Recordsからの発売となる。
- 翌年の5月8日に北海道厚生年金会館で行われたコンサートツアー『ever last concert 〜いつか、この空の下で〜』を最後に、ふきのとうは解散したため、このアルバムが最後のオリジナルアルバムとなった。

## 批評
『CDジャーナル』は、「いつしか少数派となったフォーク系のニューミュージックが、結果として獲得した歌謡性の成果をなにげないものとして聴かせているのが、このふきのとうだ。若ぶることもなく、若き日の夢を今の夢としてうたっていくとき、青春への惜別の情が伝わる。」と批評した。

## 収録曲
| #         | タイトル                         | 作詞      | 作曲      | 編曲      | 時間  |
| --------- | -------------------------------- | --------- | --------- | --------- | ----- |
| 1.        | 「CHEEK TO CHEEK」               | 松井五郎  | 細坪基佳  | 星勝      | 5:14  |
| 2.        | 「輝く朝に 〜ABRAXAS〜」         | 細坪基佳  | 細坪基佳  | 鈴木智文  | 4:46  |
| 3.        | 「Thank you, my friends」        | 山木康世  | 山木康世  | 鈴木智文  | 3:56  |
| 4.        | 「Daisy」                        | 山木康世  | 山木康世  | 鈴木智文  | 3:15  |
| 5.        | 「美しい町」                     | 山木康世  | 山木康世  | 中原信雄  | 4:44  |
| 6.        | 「夏が逝く」                     | 松井五郎  | 細坪基佳  | 星勝      | 5:18  |
| 7.        | 「VISION OF DREAMS」             | 細坪基佳  | 細坪基佳  | 鈴木智文  | 4:47  |
| 8.        | 「アメリカ帰りのジェントルマン」 | 山木康世  | 山木康世  | 中原信雄  | 3:21  |
| 9.        | 「僕でいいなら」                 | 細坪基佳  | 細坪基佳  | 中原信雄  | 5:21  |
| 10.       | 「September Moon Night」         | 山木康世  | 山木康世  | 鈴木智文  | 3:45  |
| 合計時間: | 合計時間:                        | 合計時間: | 合計時間: | 合計時間: | 44:27 |

## 曲解説
1. CHEEK TO CHEEK
2. 輝く朝に 〜ABRAXAS〜
先行シングル。YTV・NTV朝の連続ドラマ「花友禅」主題歌
3. Thank you, my friends
4. Daisy
「輝く朝に 〜ABRAXAS〜」のカップリング曲。
5. 美しい町
6. 夏が逝く
7. VISION OF DREAMS
8. アメリカ帰りのジェントルマン
歌詞の中に、当時まだ一般的ではなかった『携帯電話』が登場している。
9. 僕でいいなら
1992年に発売されたアルバム『ever last』にてリメイクされた。
10. September Moon Night

## 参加ミュージシャン
ふきのとう
- 山木康世
- 細坪基佳

-Musicians-
- Guitars：鈴木智文・武沢豊
- Bass, Mandolin：中原信雄
- Drums：寺谷誠一
- Piano & Keyboards：鶴来正基
- Keyboards, Piano & Programming：松浦晃久
- Computer Operation：小泉洋・木本靖夫・辻伸夫
- Sax：井上信夫
- Chorus：クララ